# Pujol (Bajo Pallars)
Pujol es un pueblo del municipio de Bajo Pallars, en la comarca leridana del Pallars Sobirá (España). Hasta 1969 perteneció al antiguo municipio de Peramea. En 2013 tenía 18 habitantes.
Situado al sur del Pla de Corts, a la izquierda del barranco de las Morreres, es desde sus 836 m de altitud un excelente mirador de la entrada norte del congosto de Collegats. Desde aquí se accede a la población por el desvío que zigzagueando asciende desde la N-260, en el lugar de Morreres, al norte de dicho desfiladero. Tras pasar Pujol, esta carretera local continúa, atravesando el Pla de Corts en dirección sur-norte, hasta enlazar con otra entre Bretui y Peramea.
En el pueblo se encuentra la iglesia parroquial de San Andrés, de origen románico y las ruinas de la capilla de Ntra. Sra. Del Rosario. También se pueden ver los restos de la antigua iglesia de San Antonio Abad, en el camino que sube desde Morreres. Otro edificio de interés arquitectónico es la Casa Casanova, gran casal situado en la plaza frente a San Andrés.

## San Andrés
Iglesia de origen románico, aunque todos los cambios sufridos a lo largo de los siglos hayan hecho que de dicho origen apenas queden restos visibles. Antiguamente dedicada a san Pedro, consta en la bula papal de Alejandro III (1164) como uno de los bienes del monasterio de Gerri.
Tiene un portal en arco dovelado de medio punto, un pequeño óculo a media altura y sobre él un campanario de espadaña de dos ojos con el tejado a doble vertiente.

## Pujol en el Madoz
Pujol aparece citado en el Diccionario geográfico-estadístico-histórico de España y sus posesiones de Ultramar, obra de Pascual Madoz. Por su gran interés documental e histórico, se transcribe a continuación dicho artículo sin abreviaturas y respetando la grafía original.

PUJOL: aldea agregada al distrito municipal de Peramea (½ legua), en la provincia de Lérida (27), partido judicial de Sort (3 y ¾), audiencia territorial y capitania general de Barcelona (44), abadiato de Gerri (½). SITUADA en terreno elevado pero llano, desde donde se descubre por la parte de oeste [sic] todo el llano denominado de Plan de Cortes; el CLIMA aunque sano es bastante frio, pues le combaten los vientos del norte. Consta de 4 CASAS; una fuente que proporciona el consumo á los vecinos, é iglesia parroquial junto á la que está el cementerio; aquella está dedicada á San Andrés y comprende los anejos de Coscastell y Canals. Confina el TÉRMINO por el norte con el de Peramea; este el de Gerri, sur Canals y oeste el de Coscastell; su estension es de ½ hora en ambas direcciones, comprendiendo dentro de ella á distancia de ½ legua hácia el sur, un meson llamado de Morreras, situado á la orilla derecha del Noguera Pallaresa, sobre el camino de la Puebla de Segur, á la embocadura del Estrecho de coll de Gats. El TERRENO es de buena calidad, algo arenoso, participando de llano y montes, si bien este último son solamente peñas muy áridas. Los CAMINOS dirigen á los pueblos circunvecinos en mal estado: recibe la CORRESPONDENCIA de la estafeta de Gerri. PRODUCTOS: trigo candeal, centeno, patatas, aceite, judías, peras, manzanas y yerbas; cria ganado lanar y vacuno, y caza de conejos, perdices y liebres. POBLACION: 3 vecinos, 21 almas RIQUEZA IMPONIBLE: 19 039 reales. CONTRIBUCION: el 14'48 por 100 de esta riqueza.